# Suctobelbila tuberculata
Suctobelbila tuberculata är en kvalsterart som beskrevs av Aoki 1970. Suctobelbila tuberculata ingår i släktet Suctobelbila och familjen Suctobelbidae. Inga underarter finns listade i Catalogue of Life.